# Guillaume Ferrières
Guillaume Ferrières, né en Provence et mort le 7 septembre 1295 à Perpignan, est un cardinal français du XIIIe siècle. 

## Biographie
Guillaume Ferrières étudie à l'université d'Orléans. Il est professeur de droit à l'université de Toulouse en 1284, prévôt  du chapitre de Marseille en 1289 et vice-chancelier du roi Charles II de Naples en 1290.
Sur demande de Charles II de Naples, le pape Célestin V le crée cardinal lors du consistoire du 18 septembre 1294. Le cardinal Ferrières participe au conclave de 1294 (élection de Boniface VIII). Il est légat apostolique en Espagne, médiateur entre le pape et le roi d'Aragon, lorsqu'il meurt.